# Карналін
Карналін (біл. Карналін) — селище в Довголіській сільраді Гомельського району Гомельської області Білорусі.

## Географія

### Розташування
Селище розташоване у 20 км на південний захід від Гомеля. 
З усіх боків оточена лісом.

## Гідрографія
На півдні меліоративні канали, з'єднані з річкою Дніпро.

## Транспортна мережа
Автомобільна дорога Нагорне — Довголісся — Мирний.
Планування складається з прямолінійної вулиці, орієнтованої з південного сходу на північний захід до якої на півдні приєднується майже такою ж орієнтацією коротка вулиця.
Забудова двостороння, дерев'яна, садибного типу.

## Історія

### У складі Російської імперії
За письмовими джерелами відома з кінця XIX століття. Згідно з переписом 1897 року фільварок в Дятловицькій волості Гомельського повіту Могильовської губернії.

### У складі БРСР (СРСР)
У 1922 — 1926 роках — у Довголіській сільраді. 
У 1926 році працювали відділення зв'язку, початкова школа, ветеринарний і медичний пункти, лавка. 
З 8 грудня 1926 року на 1939 рік — у Карналінській сільраді Дятловицького району, з 4 серпня 1927 року Гомельського районів Гомельського округу (до 26 липня 1930 року), з 20 лютого 1938 року Гомельської області. 
У 1930 році організований колгосп «Піонер», працювала кузня. Під час німецько-радянської війни у вересні 1943 року німецькі окупанти спалили 41 двір. 15 жителів загинули на фронті. 
У 1959 році — в складі радгоспу «Мирний» (центр — село Михальков).

### У складі Республіки Білорусь
Станом на 2021 рік, селище Карналін входить до складу Довголіської сільської ради Гомельського району Гомельської області.

## Населення

### Чисельність
- 2004 — 47 господарств, 72 жителі.